# Australia (film, 2008)
Pour les articles homonymes, voir Australia.
Pour plus de détails, voir Fiche technique et Distribution.
Australia, ou Australie au Québec et au Nouveau-Brunswick, est un film australien réalisé par Baz Luhrmann, sorti en 2008.
C'est un film romantique à grand spectacle dont l'intrigue se déroule au début de la Seconde Guerre mondiale dans le Territoire du Nord, dans la région de Darwin. Il évoque notamment les Générations volées et le premier bombardement de Darwin par les Japonais (19 février 1942).
Avec des critiques négatives, le film est également un échec commercial. Une version longue éditée en tant que mini-série télévisée en six épisodes a été diffusée sur le service Disney+ en 2023 sous le titre Faraway Downs.

## Synopsis
En 1939, une aristocrate britannique, dont le mari vient de mourir, hérite de son ranch en Australie. Elle demande de l'aide à un drover (« cow-boy » australien) et à ses employés aborigènes pour résister à l'impitoyable concurrence dans le commerce du bétail. Ils devront traverser les contrées inhospitalières de l'outback avec le troupeau et seront témoins du bombardement de Darwin par l'aviation japonaise.

## Fiche technique
- Titre original : Australia
- Titre québécois: Australie
- Réalisation : Baz Luhrmann
- Scénario : Baz Luhrmann, Stuart Beattie, Ronald Harwood et Richard Flanagan
- Musique : David Hirschfelder
- Costumes : Catherine Martin
- Photographie : Mandy Walker
- Montage : Dody Dorn
- Production : Baz Luhrmann, Catherine Knapman et G. Mac Brown
- Société de production : Bazmark
- Société de distribution : Twentieth Century Fox
- Budget : 120 millions de dollars[2]
- Pays de production : Australie
- Langue : anglais
- Genre : Drame, Romance et guerre
- Durée : 165 minutes
- Dates de sortie :
  - Australie : 26 novembre 2008
  - États-Unis : 26 novembre 2008
  - Belgique : 17 décembre 2008
  - France : 24 décembre 2008

## Distribution
- Nicole Kidman (VF : Danièle Douet ; VQ : Aline Pinsonneault) : Lady Sarah Ashley, « Mrs Boss »
- Hugh Jackman (VF : Joël Zaffarano ; VQ : Daniel Picard) : Jack Clancy, « Drover »
- David Wenham (VF : Lionel Tua ; VQ : Gilbert Lachance) : Neil Fletcher, homme de main de « King » Carney, père de Nullah
- Bryan Brown (VF : Georges Claisse ; VQ : Denis Mercier) : Lesley « King » Carney, le roi du bétail du Territoire du nord
- Jack Thompson (VF : Richard Leblond ; VQ : Mario Desmarais) : Kipling Flynn, vieil ivrogne fidèle
- David Gulpilil : le roi Georges
- Brandon Walters (VF : Lewis Weill ; VQ : Samuel Jacques) : Nullah
- David Ngoombujarra (VF : Jean-Paul Pitolin ; VQ : Sylvain Hétu) : Magarri
- Ben Mendelsohn (VF : Pierre Tessier ; VQ : Pierre Auger) : le capitaine Dutton
- Essie Davis (VF : Nathalie Kanoui) : Catherine « Cath » Carney Fletcher, fille unique de « King » Carney, fiancée puis épouse de Neil Fletcher
- Barry Otto (VF : Michel Paulin ; VQ : François Sasseville) : l'administrateur Allsop
- Yuen Wah (VF : Charles Borg ; VQ : Alain Sauvage) : Sing Song
- Jacek Koman (VF : Bernard Métraux ; VQ : François Trudel) : Ivan, le barman
- Bruce Spence (VQ : Jean-Luc Montminy) : Dr Barker
- Bill Hunter : le skipper (Quantas sloop)
- Sandy Gore (en) (VQ : Madeleine Arsenault) : Gloria Carney, épouse de « King » Carney
- Ursula Yovich (en) (VF : Véronique Alycia ; VQ : Marika Lhoumeau) : Daisy, la mère de Nullah
- Tony Barry (en) (VF : Patrick Messe ; VQ : Jacques Lavallée) : le sergent Callahan
- Ray Barrett (en) (VQ : Claude Préfontaine) : Ramsden
- Kerry Walker : Myrtle Allsop
- Lillian Crombie (VF : Catherine Artigala ; VQ : Johanne Léveillé) : Bandy Legs
- Angus Pilakui (VQ : Stéphane Brulotte) : Goolaj Baloong
- Eddie Baroo : Bull, le comparse barbu de Fletcher
- Anton Monsted (VF : Sébastien Finck ; VQ : Alexandre Fortin) : Maitland Ashley, le mari décédé de Sarah

 Source et légende : version française (VF) sur RS Doublage et AlloDoublage ; version québécoise (VQ) sur Doublage.qc.ca

## Production
La production du film a démarré en octobre 2006.

### Tournage
Le tournage a démarré en avril 2007.

## Bande originale
Sauf indication contraire, les informations mentionnées dans cette section peuvent être confirmées par la base de données cinématographiques IMDb,  présente dans la section « Liens externes ».
- By the Boab Tree.
- The Drover's Ballad par Elton John.
- Waltzing Matilda.
- Begin the Beguine par Cole Porter de 1938.
- Over the Rainbow de 1939.
- The Drover's Theme.
- Sing, Sing, Sing (With a Swing) par Louis Prima de 1936.
- Journey to Faraway Downs Hoedown par The John Butler Trio.
- All Night Long par The John Butler Trio.
- Whoa Babe par The Ink Spots.
- Flynn's Aria.
- You Ride Your Way, I'll Ride Mine par Rolf Harris.
- Boab Lullaby.
- Yirdaki.
- Prelude.
- Soldiers of the Queen.
- Brazil par Ary Barroso de 1939.
- Wild Colonial Boy.
- Time Passage.
- Tuxedo Junction par Erskine Hawkins et Bill Johnson de 1939.
- Nimrod des Variations Enigma d'Edward Elgar.

Musiques non mentionnées sur l'IMDb
- Welcome to Australia (Overture).
- No Man Hires Me, No Man Fires Me.
- Cantero de Ti.
- The Rush.
- Faraway Downs.
- Life Begins Again.
- I Will Come for You.
- Fire from the Sky.
- King George Calls.

## Accueil

### Accueil critique
Sur l'agrégateur américain Rotten Tomatoes, le film récolte 55 % d'opinions favorables pour 221 critiques. Sur Metacritic, il obtient une note moyenne de 53⁄100 pour 38 critiques.
En France, le site Allociné propose une note moyenne de 2,8⁄5 à partir de l'interprétation de critiques provenant de 20 titres de presse.

## Distinctions
| Récompense                                   | Catégorie                           | Nommé              | Résultat   |
| -------------------------------------------- | ----------------------------------- | ------------------ | ---------- |
| Australian Film Institute Awards             | Meilleur acteur dans un second rôle | Brandon Walters    | Nomination |
| Australian Film Institute Awards             | Meilleur espoir                     | Brandon Walters    | Nomination |
| Australian Film Institute Awards             | Meilleurs décors                    | Catherine Martin   | Lauréat    |
| Australian Film Institute Awards             | Meilleurs costumes                  | Catherine Martin   | Lauréat    |
| Australian Film Institute Awards             | Meilleur son                        | Wayne Pushley      | Nomination |
| Australian Film Institute Awards             | Meilleurs effets visuels            | Chris Godfrey      | Lauréat    |
| Australian Film Institute Awards             | Meilleure musique de film           | David Hirschfelder | Nomination |
| Australian Film Institute Awards             | Meilleures recettes                 |                    | Lauréat    |
| Australian Film Institute Awards             | AFI Members' Choice Award           |                    | Nomination |
| Australian Film Institute Awards             | News Limited Readers' Choice Award  |                    | Nomination |
| Satellite Awards                             | Meilleur scénario original          | Baz Luhrmann       | Nomination |
| Satellite Awards                             | Meilleurs décors                    | Catherine Martin   | Lauréat    |
| Satellite Awards                             | Meilleurs costumes                  | Catherine Martin   | Nomination |
| Satellite Awards                             | Meilleure photographie              | Mandy Walker       | Lauréat    |
| Satellite Awards                             | Meilleurs effets visuels            | Chris Godfrey      | Lauréat    |
| Satellite Awards                             | Meilleur montage                    | Dody Dorn          | Nomination |
| Satellite Awards                             | Meilleur son                        | Wayne Pushley      | Nomination |
| Satellite Awards                             | Meilleure musique de film           | David Hirschfelder | Nomination |
| Satellite Awards                             | Meilleure chanson originale         | By the Boab Tree   | Nomination |
| Oscars du cinéma                             | Meilleurs costumes                  | Catherine Martin   | Nomination |
| Film Critics Circle of Australia             | Meilleur film                       |                    | Nomination |
| Film Critics Circle of Australia             | Meilleur acteur dans un second rôle | Brandon Walters    | Lauréat    |
| Film Critics Circle of Australia             | meilleure photographie              | Mandy Walker       | Lauréat    |
| Film Critics Circle of Australia             | Meilleure musique de film           | David Hirschfelder | Nomination |
| Young Artist Award                           | Meilleur espoir                     | Brandon Walters    | Lauréat    |
| Critics' Choice Awards                       | Meilleur espoir                     | Brandon Walters    | Nomination |
| Chicago Film Critics Association Awards 2008 | Meilleure photographie              | Mandy Walker       | Nomination |
| Chicago Film Critics Association Awards 2008 | Meilleur espoir                     | Brandon Walters    | Lauréat    |

## Autour du film
- Pendant le tournage, Nicole Kidman a sauvé la vie de son partenaire Hugh Jackman en lui enlevant de la jambe un scorpion réputé très dangereux[9].
- Le film aborde deux sujets historiques, les générations volées, enlèvement organisé des enfants métis pour les éduquer « à l'occidentale » et le bombardement de Darwin par l'aviation japonaise durant la Seconde Guerre mondiale.
- Avec ce film, le réalisateur Baz Luhrmann déclare avoir réalisé son Autant en emporte le vent[10].

## La version longue
En juin 2022, Bazmark et 20th Century Studios ont annoncé une série télévisée limitée en six parties intitulée Faraway Downs, une version longue du film avec des images supplémentaires inutilisées de la production originale. La post-production de la série télévisée a eu lieu dans le Queensland dans les studios The Post Lounge et Resin basés à Brisbane.
Faraway Downs a fait ses débuts le 21 octobre 2023 au SXSW Sydney Festival, il sort le 26 novembre 2023 sur Hulu aux États-Unis et sur Disney+ dans le monde entier.